# Pintor de Aqueloo
El Pintor de Aqueloo, activo alrededor del 525-500 a. C., en Atenas, fue un pintor de vasos de estilo de figuras negras. Sus escenas eran como las del Grupo de Leagro; sin embargo, a diferencia de su trabajo, sus temas son episodios cómicos, como los dibujos animados modernos. Heracles era un tema favorito, al igual que las escenas de banquetes. Sus asistentes a los banquetess eran retratados satíricamente: sobrepeso, envejecimiento, narices enormes y salientes, etc. Lo heroico se hace anti-heroico por medio de la parodia. Sus formas de vasos preferidas fueron las ánforas y las hidrias.

## Vaso epónimo
Recibió su nombre de una representación de una pelea entre el dios del río Aqueloo, y Heracles, en la Ánfora F 1851 en el Antikensammlung Berlin, ahora desaparecida.  En esta representación cómica, al gritón y asustado dios del río, en forma de centauro con cuernos, un intranquilo Heracles que le tira de los cuernos le impide escapar. Hermes, mensajero de los dioses, con su larga y saliente barba sobresale paralelamente a su larga y saliente nariz. En las escenas heroicas de la mitología griega, un héroe debe salir victorioso de monstruos horribles e implacables según la voluntad de los dioses divinos. En esta escena y otras similares el héroe se rebaja con un monstruo cobarde y ridículo mientras la caricatura de la divinidad se desploma en un estado de aburrimiento.
En una escena no relacionada en el lado opuesto, un hoplita y un arquero se despiden de sus padres ancianos. Las arrugas se muestran en el cuello de la madre. El escudo del hoplita lo cubre hasta la nariz. En él está blasonada una pierna aislada con una nalga desnuda. Un perro olfatea la región inguinal del hoplita.

## Obras selectas
| Nombre                                                       | Imágnees | Dimensioness                      | Tipo                                | Fecha        | Description                                                                               | Museum Record |
| Altenburg, Staatliches Lindenau-Museum                       |          |                                   |                                     |              |                                                                                           |               |
| Ánfora 228                                                   |          |                                   |                                     |              |                                                                                           |               |
| Basilea, Museo de arte antiguo de Basilea y colección Ludwig |          |                                   |                                     |              |                                                                                           |               |
| Ánfora BS 1906.294                                           |          |                                   |                                     |              |                                                                                           |               |
| Berlin, Antikensammlung                                      |          |                                   |                                     |              |                                                                                           |               |
| Ánfora F 1845                                                |          |                                   |                                     |              |                                                                                           |               |
| Ánfora F 1851                                                |          |                                   |                                     |              |                                                                                           |               |
| Hidria F 1905                                                |          |                                   |                                     |              |                                                                                           |               |
| Cambridge, Harvard University Art Museums                    |          |                                   |                                     |              |                                                                                           |               |
| Ánfora 1960.314                                              |          | altura: 40.9 cm, anchura: 27.9 cm | A´nfora de cuello de figuras negras | 510-500 a. C | A: Escena de partida                                                                      | Record        |
| Florencia, Museo Arqueológico Nacional de Florencia          |          |                                   |                                     |              |                                                                                           |               |
| Ánfora 3871                                                  |          |                                   | Ánfora ática de figuras negras      | 510-500 BC   | A: Heracles y los cércopes; B: Heracles y Apolo                                           |               |
| Londres, Museo Británico                                     |          |                                   |                                     |              |                                                                                           |               |
| Ánfora panatenaica B 167                                     |          |                                   |                                     |              |                                                                                           |               |
| Mississippi, University of Mississippi                       |          |                                   |                                     |              |                                                                                           |               |
| Ánfora 1977.3.71                                             |          | H. 36 cm, D. 24.5 cm              | Änfora de figuras negras            | 510-500 a. C | Escena de partida                                                                         | record        |
| Múnich, Staatliche Antikensammlungen                         |          |                                   |                                     |              |                                                                                           |               |
| Ánfora SL 459                                                |          |                                   |                                     |              |                                                                                           |               |
| Lécito 1892                                                  |          | ----                              | Lécito de figuras negras            | 525-500 a. C | Atleta que sostiene pesas de salto y aulista                                              |               |
| Nueva York, Museo Metropolitano de Arte                      |          |                                   |                                     |              |                                                                                           |               |
| Peliké 49.11.1                                               |          | altura: 33.3 cm                   | Peliké de figuras negras            | c. 510 a. C  | A: Los hombres del rey Midas descubren a Sileno; B: Instrumentista de faluta y boxeadores | Record        |
| Reading, Museo de Arqueología Griega de Ure                  |          |                                   |                                     |              |                                                                                           |               |
| Ánfora 45.10.22                                              |          |                                   |                                     |              |                                                                                           |               |
| Toledo, Museo de Arte de Toledo                              |          |                                   |                                     |              |                                                                                           |               |
| Ánfora 58.69                                                 |          |                                   |                                     |              |                                                                                           |               |
| Wurzburgo, Martin von Wagner Museum                          |          |                                   |                                     |              |                                                                                           |               |
| Ánfora 210                                                   |          |                                   |                                     |              |                                                                                           |               |